# Coen Moulijn
Coenraadt Moulijn, dit Coen Moulijn, né le 15 février 1937 à Rotterdam, et mort le 4 janvier 2011, est un footballeur international néerlandais, considéré comme le plus grand joueur de l'histoire du Feyenoord Rotterdam.

## Biographie
Coen Moulijn grandit au no 14 de la Bloklandstraat dans le quartier de Oude Noord à Rotterdam. Son père, grand passionné de football et supporter du Sparta Rotterdam, est ouvrier dans une ferblanterie. S'il commence à jouer dans la rue avec ses amis, il rejoint pendant sa jeunesse les équipes jeunes de Xerxes parce que son frère et son beau-frère aimaient y aller, alors même que le club le plus populaire du quartier était Nado Vooruitgang. Il joue son premier match dans l'équipe première face à Willem II le 28 février 1954. C'est au sein de ce club qu'il commence à se faire connaître aux yeux du grand public et notamment à Rotterdam.
Alors que le football néerlandais entame sa transition vers le professionnalisme, Moulijn attire l'intérêt des deux gros clubs de Rotterdam : Feyenoord et Sparta. Plutôt intéressé par un transfert vers Sparta, il signe finalement à Feyenoord. Sparta ayant proposé une somme inférieur, 22 000 florins, à celle de Feyenoord qui s'élève à 25 000 florins soit 11 350 euros. Il joue son premier match face à MVV le 18 septembre 1955 à De Kuip, alors qu'il revient d'une période de convalescence à la suite d'une opération au genou.
À Feyenoord, il s’impose rapidement comme un joueur clé de l'équipe grâce à ses qualités technique sur le côté gauche du terrain.
Il est sélectionné en équipe nationale pour la première fois en 1956 pour un match contre la Belgique, match qu'il est près de manquer à cause de l'oubli de son passeport l'empêchant de franchir la frontière. Il portera 38 fois le maillot Oranje et y inscrira 4 buts.

## Postérité
Bien que plutôt supporter du Sparta lors de sa jeunesse en raison de l'affection de son père pour ce club,, il rejoint Feyenoord. Plus tard il trouvera finalement le rival de Feyenoord « arrogant » alors qu'il percevra Feyenoord comme « un vrai club du peuple et [...] plus sympathique ». Grâce à ses prestations avec Feyenoord, il devient l'idole des supporters et acquiert le surnom de Mister Feyenoord, à l'instar de Puck van Heel qui portait avant lui ce titre. Cet engouement autour du joueur est symbolisé par le président de Feyenoord d'alors, Cor Kieboom, qui disait que « même si Coen jouait à la belote, De Kuip serait plein pour le voir jouer ». Lorsqu'il est encore joueur pour le club un même supporter est régulièrement invité sur le terrain pour imiter Moulijn sous les hourras du public. Une chanson composée par Benny Boy est dédiée à Moulijn sur l'album Het dokument 1992. Une statue est érigée devant De Kuip en son honneur. La mascotte du club porte son diminutif, Coentje, surnom également utilisé pour une bière brassée en sa mémoire.

## Carrière
- 1954-1955 : Xerxes
- 1955-1972 : Feyenoord Rotterdam

## Palmarès
- Vainqueur de la Coupe intercontinentale en 1970 avec le Feyenoord Rotterdam
- Vainqueur de la Coupe des clubs champions en 1970 avec le Feyenoord Rotterdam
- Champion des Pays-Bas en 1961, 1962, 1965, 1969 et 1971 avec le Feyenoord Rotterdam
- Vainqueur de la Coupe des Pays-Bas en 1965 et 1969 avec le Feyenoord Rotterdam
- Joueur de l'histoire ayant disputé le plus de matchs avec le Feyenoord Rotterdam

## Buts internationaux
Le tableau suivant récapitule les buts de Coen Moulijn avec la sélection néerlandaise,. Le score en gras est celui des Pays-Bas.
| But | Date            | Stade, ville, pays                     | Adversaire | Résultat | Match, compétition |
| --- | --------------- | -------------------------------------- | ---------- | -------- | ------------------ |
| 1er | 13 avril 1956   | Bosuilstadion, Anvers, Belgique        | Belgique   | V 2-7    | Amical             |
| 2e  | 23 avril 1956   | De Kuip, Rotterdam, Pays-Bas           | Curaçao    | V 8-1    | Amical             |
| 3e  | 22 mars 1961    | De Kuip, Rotterdam, Pays-Bas           | Belgique   | V 6-2    | Amical             |
| 4e  | 9 décembre 1964 | Olympisch Stadion, Amsterdam, Pays-Bas | Angleterre | N 1-1    | Amical             |